# 沖美町
沖美町（おきみちょう）は、かつて広島県に存在した町。佐伯郡に属した。町域は、西能美島の西半分（能美島で見れば北西部）を占めていた。
2004年11月1日、安芸郡江田島町及び佐伯郡大柿町・能美町と合併（新設合併）して江田島市に移行したことに伴い消滅した。

## 沿革
- 1889年（明治22年）4月1日 - 町村制施行により、沖村、三高村が成立する。
- 1956年（昭和31年）9月30日 - 沖村・三高村が合併（新設合併）して沖美町が成立する。
- 2004年（平成16年）11月1日 - 安芸郡江田島町及び佐伯郡大柿町・能美町と合併（新設合併）、市制施行により江田島市となる。

## 主要施設
- 中国放送ラジオ沖美送信所 - 2002年10月1日に迎えた開局50周年を契機に廿日市市から移転。

## 地理

### 山
- 野登呂山（宇根山、542.0m）
- 櫛ノ宇根（460.3m）
- 砲台山（401.8m）

### 島
- 絵の島
- 大黒神島
- 大奈佐美島
- 小黒神島
- 西能美島（能美島）

## 名所・旧跡
- 砲台山…明治時代に築造された砲台が残っている。
- おきみオートキャンプ場
- 三高水源地
- 鹿田公園
- 入鹿の浜海水浴場（サンビーチ）

## 大字（2004年10月31日当時のデータ）
- 岡大王（おかだいおう）
- 高祖（こうそ）
- 是長（これなが）
- 畑（はた）
- 美能（みのう）
- 三吉（みよし）

## 交通（2004年10月31日当時のデータ）

### 鉄道
町内は通っていない。

### 道路
国道
町内は通っていない。
主要地方道
- 広島県道36号高田沖美江田島線

一般県道
- 1994年の主要地方道再編前は広島県道299号三高鹿川飛渡瀬（みたかかのかわひとのせ）線が通っていたが、広島県道36号音戸沖美線の一部と統合して広島県道36号高田沖美江田島線に移行してからは全く通っていない。

### 航路
- フェリー ： 三高港 - （大須港）- 広島港（宇品）大須港への寄港は廃止
- 高速艇 ： （美能・是長・沖） - 三高 - （大須 or 似島） - 宇品（2007年2月8日廃止）

## 教育（2004年10月31日当時のデータ）

### 小学校
- 沖美町立沖小学校(2007年3月末廃校→鹿川小学校へ）
- 沖美町立三高小学校

### 中学校
- 沖美町立沖中学校（2006年3月末廃校→能美中学校へ）
- 沖美町立三高中学校